# Sandis Valters
Pour les articles homonymes, voir Valters.
Sandis Valters, né le 31 août 1978, à Riga, en République socialiste soviétique de Lettonie, est un joueur letton de basket-ball. Il évolue au poste d'arrière.

## Palmarès
- Ligue baltique 2013